# 卢偃
卢偃（4世紀—？），范阳涿（今河北省涿州市）人，西晋司空从事中郎卢谌的儿子，后燕官员，范阳卢氏北祖始祖。

## 生平
卢偃在慕容氏后燕担任营丘郡太守，与儿子卢邈都以儒雅著称。当初卢偃的祖父卢志学习钟繇的书法，父亲卢谌又学习索靖的草书，范阳卢氏从此世世代代传习下去，每一代都有善于书法的名声，世代不改变专业。
多年以后，卢偃的七世孙卢思道与崔儦喝酒后互相调侃，崔儦说：“卢偃和卢邈没有名声。”卢思道反唇相讥说：“你高祖崔灵和与曾祖崔宗伯官位低下。”

## 家族

### 兄弟
- 卢勗[2]
- 卢凝[2]
- 卢融[2]
- 卢徵[2]

### 儿子
- 卢邈，后燕范阳郡太守
- 卢昭，第四子，北燕仆射、黄门[10][11][12]
- 卢阐[2]